# توکا، استونی
توکا، استونی (به لاتین: Tuuka) یک روستا در استونی است که در شهرستان وورو واقع شده‌است.